# 司馬隨
司馬隨（3世紀—302年3月5日），字士會，河内郡温县（今河南省焦作市温县）人，曹魏中郎司马进之孙，西晋谯刚王司马逊之子，西晋宗室、官员。

## 生平
司马随在司马逊死后继立为谯王，官至使持节、散骑常侍、都督杨州江州诸军事、安东大将军。永宁二年正月庚子（302年3月5日），司马随去世，谥号定，由其子司馬邃繼立为谯王。司马随之后安葬于谯县魏文帝《大飨之碑》东北，濄水南面， 墓前有碑，为永嘉三年（309年）所立，碑南二百多步有两个石柱，高一丈多，下半部分为成束的竹子互相交文的花纹，制作非常精致。石柱首题为“晋故使持节、散骑常侍、都督扬州江州诸军事、安东大将军、谯定王河内温司马公墓之神道。”

## 家庭

### 兄弟
- 司马承，东晋监湘州诸军事、南中郎将、湘州刺史、谯闵王

### 儿子
- 司马邃，西晋谯王